# گالشو مانوک
گالشو مانوک (ارمنی: Գալշո Մանուկ؛ زادهٔ  - درگذشته ۱۹۲۷) فدایی اهل ارمنستان بود.

## زندگی‌نامه
تاریخ تولد وی نامعلوم است  وی در ۱۹۲۷ میلادی درگذشت